# Kristian Johansson
Pour les articles homonymes, voir Johansson.
Kristian Johansson, né le 25 décembre 1907 à Asker et mort le 9 mars 1984, est un sauteur à ski norvégien.

## Résultats

### Championnats du monde
| Épreuve / Édition | Zakopane 1929 | Solleftea 1934 |
| Saut à ski        | Argent        | Or             |
| Combiné nordique  | 5e            |                |